# 名古屋地下鉄道
名古屋地下鉄道（なごやちかてつどう）は、かつて名古屋鉄道（名鉄）の前身である名岐鉄道と愛知電気鉄道が、共同で計画していた名古屋市の地下鉄計画である。

## 計画の背景
名古屋近郊の電気鉄道は、名古屋市の市電を建設した後、郡部線として郊外へ進出し、さらに市へ市街路線を譲渡したため郊外路線の運営が本業となった（旧）名古屋鉄道 - 名岐鉄道と、市南部の熱田を拠点にして、常滑や吉田（豊橋）へ向かう路線を敷設した愛知電気鉄道が中心となって、整備が行われていた。
両者は元々関係性が薄かったが、国鉄・市電との競合や昭和恐慌に伴う旅客減の影響を受け、後に共同歩調をとる方針に改めた。
当時、名岐鉄道はターミナル駅を市外れの押切町駅の他、名古屋市電に乗り入れる形で名古屋駅に程近い柳橋駅にも置いていた。一方、愛知電気鉄道のそれは国鉄熱田駅の南方にある神宮前駅で、市の中心部へ向かうには市電に乗り換える必要があった。
よって、両者の路線を連結すると共に、市中心部への延伸を目的として計画されたのが、この名古屋地下鉄道であった。

## 計画概要
1929年（昭和4年）1月、（旧）名古屋鉄道と愛知電気鉄道の共同で名古屋地下鉄道を設立し、免許の申請を行った。
名古屋鉄道は、庄内川を渡った地点から一宮線を東海道本線に並行する形で国鉄名古屋駅の地下まで延伸し、一方で愛知電気鉄道は常滑線を神宮前駅の手前から分岐させ、国鉄熱田駅の地下に至る連絡線を建設、そして名古屋地下鉄道に名古屋 - 熱田間の建設を行わせるものであった。
ルートは概ね現在の名古屋市営地下鉄東山線名古屋駅 - 栄駅間、名城線の栄駅 - 熱田神宮西駅間をなぞるもので、途中の伏見町、栄町、上前津、別院前（東別院前）、沢上に駅の設置を予定していた。
しかし、計画が具体化する前の1935年（昭和10年）、名古屋鉄道を改めた名岐鉄道と愛知電気鉄道は合併することになり、社名を（新）「名古屋鉄道」と改めた。そして旧名岐鉄道の路線は西部線、旧愛知電気鉄道の路線は東部線と呼ばれるようになった。この時、計画は東海道本線に沿って新名古屋地下トンネルを含む新線を建設し、両者の路線を連結するものに改められ、1937年（昭和12年）に起工、西部線区間の新名古屋駅（現・名鉄名古屋駅）までの延伸は1941年（昭和16年）、東部線区間のそれは戦中の突貫工事で1944年（昭和19年）に完成、両者の架線電圧が東部線のものであった1500Vに揃えられた1948年（昭和23年）に直通運転が開始され、この時に現在の名古屋本線が完成した。
なお、実際に名古屋市内に地下鉄が走り始めたのは、1957年（昭和32年）のことである。